# 井上裕介 (お笑い芸人)
井上 裕介（いのうえ ゆうすけ、1980年3月1日 - ）は、吉本興業に所属する日本のお笑いタレント、シンガーソングライター、YouTuber。お笑いコンビ・NON STYLEのツッコミ（稀にボケ）担当。また、「Day of the legend」名義でソロ歌手活動を行う。

## 略歴
東淀川高等学校で仲が良かった石田とともに2000年に「NON STYLE」を結成。NON STYLEとして、『爆笑!ふれあいコメディ こちらかきくけ公園前』（ABCテレビ）などのテレビ番組に出演。
2006年よりDay of the legend名義で音楽活動を開始。同年4月14日から先行配信した「Forever Memories」が2週間で着うたダウンロード数2500件を突破し、同年7月19日にファーストミニアルバム『見上げれば、青い空』でCDデビューした。同年8月2日にOSAKA MUSEでワンマンライブを行い約300人を動員した。相方の石田明が公文文男（くもんふみお）という名前でマネージャーをしている。
2013年、flumpoolのギター・阪井一生がダイエットに専念するためにビジュアル面での活動を休止したことに伴い、ヘルプメンバーとして、同バンドに参加。
2017年3月31日に、109日ぶりに芸能復帰ライブを開く。
2019年9月20日から、グッド良平。（グッドウォーキン）とバケモン先生と共に「NON STYLE井上365」名義でYouTubeの動画投稿を開始する。
2022年9月3日、一般女性との結婚を報告。嫁からはオイと呼ばれている。

## 不祥事
2016年12月11日夜、東京都世田谷区内で、自身が運転する乗用車がタクシーに接触する事故を起こし、これを受け芸能活動を自粛。翌年2月1日に自動車運転処罰法違反（過失致傷）および道路交通法違反（ひき逃げ）容疑で書類送検された。2017年3月6日に、不起訴処分となった。

## 人物
- 大阪市北区中津出身。大阪市立中津小学校、大阪市立大淀中学校、大阪府立東淀川高等学校、神戸学院大学経済学部卒業。
- 音楽が好きで、大学時代にはバンドを組んでいた。
- CHEMISTRYオーディション（正しくは「男子ボーカリストオーディション」とされる）を受けに行ったことがあった[8]。
- 運動神経がよく、野球、バスケットボール、スキーなどジャンルを問わずあらゆるスポーツができる。また、中学生のころは1年生のときに剣道部、2年生のときに卓球部、高校生のころはバスケットボール部に所属していた[9]。
- 吉本ブサイクランキング：2010年2位、2011年2位、2012年1位、2013年1位、2014年1位（3年連続1位で史上5人目の殿堂入り）となる。
- 吉本男前ランキング：2009年8位、2010年11位、2011年11位、2012年10位。
- 『an・an』（マガジンハウス）読者アンケート『目の前に大金を積まれても結婚したくない芸人』第1位。
- 2010年、ユニリーバ・ジャパンと吉本興業のコラボレーション企画『顔を洗って出直してほしい芸人アワード』に「ブサイクなのにうぬぼれ男」としてノミネートされ、48%の得票でグランプリとなる[10]。
- BIGBANGのパロディユニット、「PIGBANG」のメンバーである（SOL役）[11]。
- 愛称は「いのちゃん」、「いのっち」、「いのえる」、「パウエル」、「おい」、「事故太郎」[12]、または「Day様」[13]。妻からは「パウエル」と呼ばれている。また、自身が見届け人としてレギュラー出演する「今日、好きになりました。」で度々出す的を射た名言や発言、今日好きファミリーに対しての面倒見の良さから、「パパ」や「今日好きパパ」と呼ばれる。本人もこの愛称を気に入っている様子で、自身のYouTubeチャンネルやブログで度々使っている。

## 出演
※ 個人での出演のみを記載。コンビでの出演は「NON STYLE#出演」を参照。

### テレビ
現在のレギュラー番組
- あにレコTV（2017年10月10日 - 、テレビ東京）- MC
- #しゃにむにロック 〜型破りな女たち〜（2021年1月28日 - 、中京テレビ）- MC

過去のレギュラー番組
- 七人のコント侍（2013年11月 - 12月/2014年8月 - 11月/2016年6月 - 8月、NHK BSプレミアム）- 第3期・第7期・第14期レギュラー
- ひるキュン!（2016年10月 - 12月 、TOKYO MX） - 月曜MC[14]
- 潜在能力テスト（フジテレビ）- 準レギュラー
- 金曜日のソロたちへ（2019年10月4日 - 2021年3月19日、NHK総合） - ソロウォッチャー[15]
- 東大王（TBS）不定期出演
- グッとラック!（2020年12月16日 - 2021年3月、TBS） - 水・木曜コメンテーター
- 世界で味わう世界食堂（2021年5月 - 12月、TOKYO MX）
- 東京トキメキ百貨店（2021年11月5日（4日深夜） - 2023年4月1日（3月31日深夜）、テレビ朝日） - MC
- NON STYLE井上のバズらせJAPAN（2021年12月6日 - 2023年3月、全国23局ネット） - MC[16]
- MBの俺のドラ1（2022年7月2日 - 12月、BS12）- 隔週レギュラー
- 意味が分かると怖い配信停止になった婚活ドキュメンタリー（2023年10月22日 - 11月26日、テレビ朝日） - MC[17]
- NON STYLE井上のふらっとバズグルメ（2025年1月8日 - 3月26日、テレビ埼玉）- MC[18]

特番
- ジュウブンノサン（日本テレビ）※不定期特番
- 結婚式、挙げてみませんか?（2016年10月11日、BSジャパン）- MC[19]
- てつじ井上のTHEコーディネーター 〜貴女のわがまま全力でかなえまSHOW〜（2018年4月30日、読売テレビ）
- NON STYLE井上のオフスタイル「休み方改革inハワイ」（2019年8月3日、沖縄テレビ）
- 10月新アニメれこめんどTV（2019年9月28日、テレビ東京）- MC[20]
- ノンスタ井上の大冒険〜不思議のおみやげランドマーク〜（2021年4月29日、BS12 トゥエルビ）
- NON STYLE井上の体感!しまねの人づくり（2022年3月19日、山陰放送）
- 新潟一番サンデープラス（2024年8月18日、テレビ新潟）[21]

### ドラマ
- 兄に愛されすぎて困ってます　5話（最終回）（2017年5月11日、日本テレビ）
- 十津川警部シリーズ6　（2018年9月10日、TBSテレビ）- 吾妻郁夫 役
- 脳科学弁護士 海堂梓 ダウト（2021年4月12日、テレビ東京系） - ムラマツ 役
- ハレ婚。（2022年1月16日、ABCテレビ） - マキオ 役[22]

### ラジオ
- アッパレやってまーす! 水曜日（2016年4月6日 - 12月7日、MBSラジオ）
- ドローンネットPresents SKY FIGHTラジオ（2020年2月1日 - 2020年12月、ABCラジオ）[23]
- NON STYLE 井上・ホットリンクいいたかの「#バズらない話をしようか」（2021年4月6日 - 2021年9月28日、ラジオ日本）

### ウェブ番組
- ノンスタ井上とポコ美のベガスDEあそぼ!! → ノンスタ井上とポコ美のLet's ポジぱち（2018年2月9日 - 2021年7月23日・11月12日、YouTube「KYORAKU CHANNEL」）
- KANCOS HOLIC（2018年10月1日 - 2019年3月11日、AbemaTV）
- ラストキス〜最後にキスするデート〜 #3・#4（2019年1月31日・2月1日、Paravi）
- 今日、好きになりました。（2019年～、AbemaTV）見届け人
- QUIZOOM（2020年5月5日、6日、ABEMA）- チャレンジャー[24]
- プロジェクト東大王（Paravi、2021年1月13日 - 3月31日）
- みんなのパチンコフェスON LINE 28時間 真夏のパチンコ頂上決戦（2021年8月13日 - 14日、YouTube「日本遊技機工業組合」）- メインMC[25]
- これができたら当たるんです（2023年8月11日 - 2024年1月26日 、YouTube「当たるんですチャンネル【公式】」）- メインMC[26]
- NONSTYLE井上の一度俺に抱かれてみないか（2023年8月23日  - 、YouTube）

### 映画
- 薔薇色のブー子（2014年5月30日、東宝） - バスジャックの人質 役
- ロマンチック・ハイボール（2016年） - 清田 役[27]
- 兄に愛されすぎて困ってます（2017年、松竹） ‐ 矢高北斗 役

### 劇場アニメ
- 劇場版 七つの大罪 光に呪われし者たち（2021年7月2日、東映） - 魔神 役[28]

### MV
- flumpool「大切なものは君以外に見当たらなくて/微熱リフレイン」（2013年）※ 阪井一生の代役として参加
- 上野優華「Winter Kiss」（2013年）
- fumika「Story」（2015年）[29]
- メーガン・トレイナー「NO」日本版ミュージックビデオ（2016年）[30]

### 舞台
- いつか遭えたら 〜娘の夢を母が斬る!?〜（2016年） - デブ専パブ常連客の社長役（日替わりキャスト）

## 音楽活動
Day of the legend（デイ オブ ザ レジェンド）は、井上裕介が歌手活動をする際の別名義。通称Day様（デイ さま）。

### エピソード
- 「Forever Memories」は2006年11月に亡くなった井上の祖父を想って歌われた曲。Day of the legendの曲の中では一番知名度が高く、相方にいじられる率も一番高い（他の曲がいじられることはほぼない）。NON STYLE初のDVD『NON STYLEにて』のネタの中でもいじられている。
- 同DVDには「Forever Memories」のプロモーションビデオとプロモーションビデオメイキングが特典映像として盛り込まれている。プロモーションビデオメイキングでは相方の石田明が白澤明（しろさわ あきら）としてプロモーションビデオ撮影の監督を手がけた。
- 「プレゼント」はそのころ誕生日を迎える自分に対して作った曲である。
- Day of the legendの曲は作った当時井上裕介本人が好きだった女性を想って歌われた曲が多い。「君に好きと言いたくて…」「Don't change feel」など。
- 「約束」は『M-1グランプリ2008』のDVDの特典映像にも収録されており、石田までもが釣られて歌詞を覚えてしまっている。
- 「旅立ち」は卒業を迎える学生を想って歌われた曲である。
- 「コンプレックス・ラブ」は読売テレビのNON STYLE特番のドッキリで番組のために作られた曲で、コンプレックスを抱いている男が、めげずに前に進みだそうとする曲。
- 「君に伝えたいこと…」はルミネのワンコインイベント「ヤノ・オブ・ザ・レジェンド」にて発表した曲。周りの人のために、自分のことは後回しにして頑張り続ける人への感謝のメッセージとなっている（そのイベントで矢野が「Forever Memories」を歌った。石田はタモリ役）。
- 「F」はNON STYLEを応援しているファン、フレンド、ファミリーを思って作られた楽曲である。テレビ朝日の番組『快盗!!シノビーナ』において披露された。
- 非公式のファンクラブが存在する[要出典]

## ディスコグラフィ

### スタジオ・アルバム

#### ミニ・アルバム
| 年     | 情報                                                                                      | 最高順位 | 最高順位   | 認定 |
| 年     | 情報                                                                                      | オリコン | ビルボード | 認定 |
| ------ | ----------------------------------------------------------------------------------------- | -------- | ---------- | ---- |
| 2006年 | 見上げれば、青い空 - 発売日:7月19日 - レーベル: R and C - 規格:CD、デジタル・ダウンロード | －       | －         |      |

### 配信限定
| 着うた | 着うた         | 着うた          | 着うた   | 着うた | 着うた   |
| #      | 配信日         | 作品名          | 最高順位 | 認定   | アルバム |
| ------ | -------------- | --------------- | -------- | ------ | -------- |
| 限定   | 2009年12月24日 | 声をちからに･･･ | －       |        | なし     |

### その他の曲
| 作品名               | 備考 |
| -------------------- | --- |
| コンプレックス・ラブ | 2008年5月9日に読売テレビで放送されたドッキリ番組『NON STYLEの芸能生活向上委員会』内で制作した。                                         |
| 君に伝えたいこと…    | ルミネのワンコインイベント「ヤノ・オブ・ザ・レジェンド」にて発表。                                                                      |
| F                    | NON STYLEを応援しているファン、フレンド、ファミリーを思って作られた楽曲である。テレビ朝日の番組『快盗!!シノビーナ』において披露された。 |

## 書籍
- スーパー・ポジティヴ・シンキング〜日本一嫌われている芸能人が毎日笑顔でいる理由〜（2013年8月26日、ワニブックス）
- 日めくりカレンダー「まいにち、ポジティヴ!」（2015年3月10日、ヨシモトブックス）[32]
- マイナスからの恋愛革命 - スーパー・ポジティヴ・シンキング Chapter of Love -（2015年12月22日、ヨシモトブックス）[33]
- 日めくりカレンダー「まいにち、ポジティヴ・ラヴ❤」（2016年3月1日、ヨシモトブックス）[34]
- SNSをポジティヴに楽しむための30の習慣(2019年4月19日､ヨシモトブックス)